# كولغني
كولغني هي قرية في مقاطعة أرومية، إيران. يقدر عدد سكانها بـ 357 نسمة بحسب إحصاء 2016.